# Dinopsyllus abaris
Dinopsyllus abaris är en loppart som beskrevs av Jordan 1930. Dinopsyllus abaris ingår i släktet Dinopsyllus och familjen mullvadsloppor. Inga underarter finns listade i Catalogue of Life.